# Bóng quần tại Đại hội Thể thao Đông Nam Á 2005
Bóng quần tại Đại hội Thể thao Đông Nam Á năm 2005 diễn ra từ ngày 29 tháng 11 đến 1 tháng 12 năm 2005 tại Makati Sports Club, Makati, Metro Manila, Philippines. Chương trình thi đấu chỉ có nội dung cá nhân dành cho nam và nữ.
Malaysia tiếp tục thể hiện sức mạnh vượt trội trong môn bóng quần khi giành 2 huy chương vàng, 1 huy chương bạc và 1 huy chương đồng, xếp thứ nhất toàn bộ nội dung bóng quần tại SEA Games 2005.

## Bảng huy chương
| Hạng               | Đoàn               | Vàng | Bạc | Đồng | Tổng số |
| ------------------ | ------------------ | ---- | --- | ---- | ------- |
| 1                  | Malaysia (MAS)     | 2    | 1   | 1    | 4       |
| 2                  | Indonesia (INA)    | 0    | 1   | 2    | 3       |
| 3                  | Philippines (PHI)  | 0    | 0   | 1    | 1       |
| Tổng số (3 đơn vị) | Tổng số (3 đơn vị) | 2    | 2   | 4    | 8       |

## Tóm tắt kết quả
| Nội dung | Vàng                            | Bạc                        | Đồng                        |
| -------- | ------------------------------- | -------------------------- | --------------------------- |
| Đơn nam  | Mohd Nafiizwan Adnan · Malaysia | Borman Subroto · Indonesia | Robert Garcia · Philippines |
| Đơn nam  | Mohd Nafiizwan Adnan · Malaysia | Borman Subroto · Indonesia | Timothy Arnold · Malaysia   |
| Đơn nữ   | Sharon Wee · Malaysia           | Tricia Chuah · Malaysia    | Fanny Mokalu · Indonesia    |
| Đơn nữ   | Sharon Wee · Malaysia           | Tricia Chuah · Malaysia    | Junieta Mokalu · Indonesia  |